# Helictopleurus aurocupreus
Helictopleurus aurocupreus är en skalbaggsart som beskrevs av Leon Fairmaire 1901. Helictopleurus aurocupreus ingår i släktet Helictopleurus och familjen bladhorningar. Inga underarter finns listade i Catalogue of Life.